# Casper H. Conrad Jr.

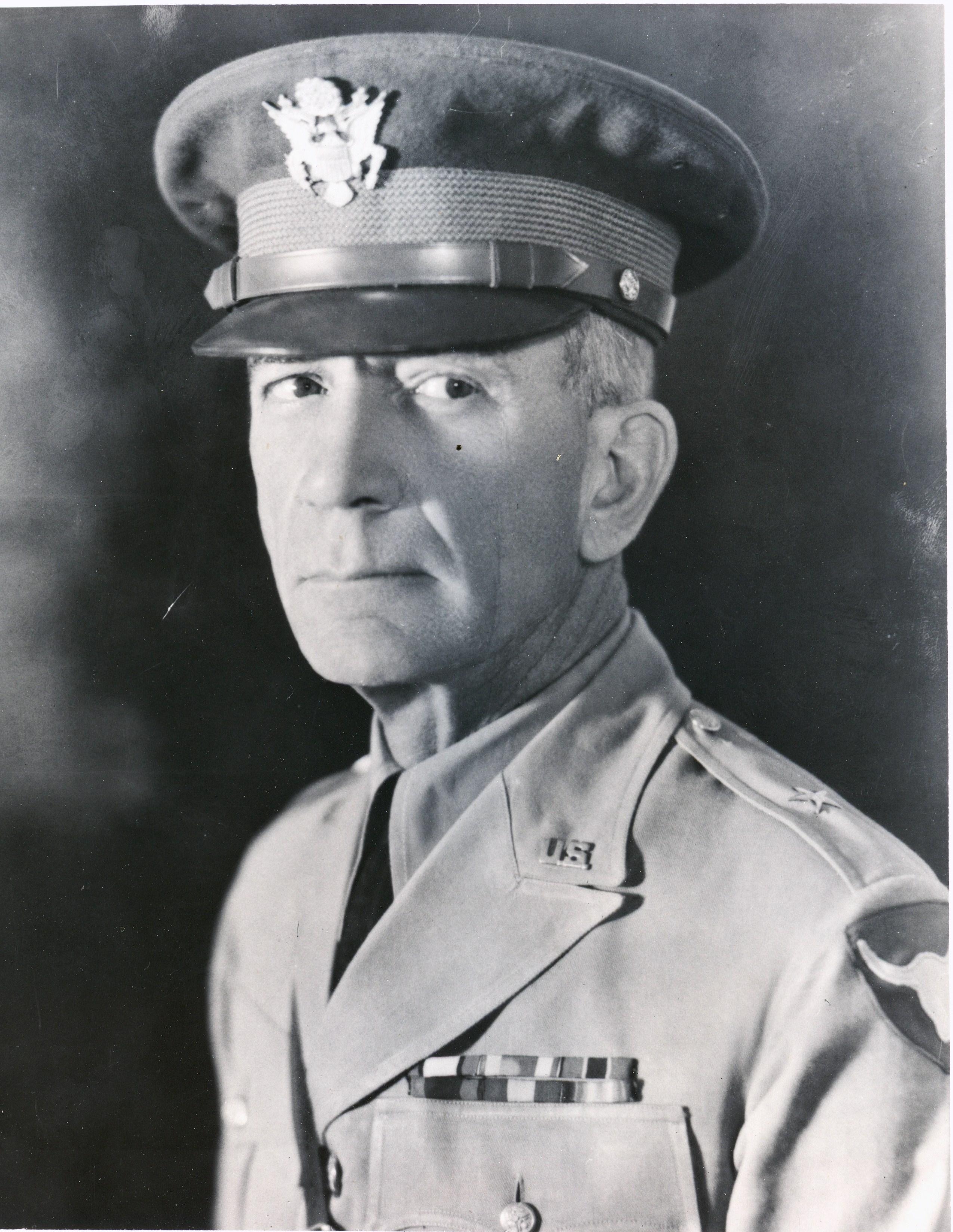
Casper H. Conrad Jr.

Casper Hauzer Conrad Jr. (* 26. September 1872 in Columbus, Ohio; † 12. August 1954 in San Antonio, Texas) war ein Brigadegeneral der United States Army. Er war unter anderem Kommandeur der 3. Infanteriedivision.
Er war ein Sohn von Major Casper Hauzer Conrad Sr. (1844–1898) und dessen Frau Ella Cotton (1849–1908). Als Sohn eines Heeresoffiziers wuchs der jüngere Conrad an den jeweiligen Stationierungsorten des Vaters auf, wo er auch die öffentlichen Schulen besuchte. In den Jahren 1891 bis 1895 durchlief er die United States Military Academy in West Point. Nach seiner Graduation wurde er als Leutnant der Kavallerie zugeteilt. In der Armee durchlief er anschließend alle Offiziersränge vom Leutnant bis zum Brigadegeneral. Im Jahr 1917 wechselte er zur Infanterie.
Im Lauf seiner militärischen Karriere absolvierte Casper Conrad verschiedene Kurse und Schulungen. Dazu gehörten unter anderem die Mounted Service School, das Command and General Staff College und das United States Army War College. Zudem erhielt er einen akademischen Grad von der University of Illinois.
In seinen jüngeren Jahren versah er den für Offiziere in den niederen Rangstufen üblichen Dienst in unterschiedlichen Einheiten und Standorten. Dazu gehörten auch Aufgaben als Stabsoffizier in verschiedenen Hauptquartieren. Er war zunächst an einigen Standorten in Texas, Louisiana und Alabama stationiert. Zu Beginn des Spanisch-Amerikanischen Kriegs sollte Conrad mit dem 5. Kavallerieregiment in Kuba eingesetzt werden. Krankheitsbedingt konnte er aber an dieser Mission nicht teilnehmen. Zwischen Juni 1898 und März 1899 befand er sich im Krankenstand. Danach wurde er nach kurzfristigen anderen Stationierungen doch nach Kuba versetzt.
In den Jahren 1901 und 1902 nahm Casper Conrad am Philippinisch-Amerikanischen Krieg teil. Nach seiner Rückkehr in die Vereinigten Staaten setzte er seine Offizierslaufbahn an verschiedenen Standorten fort. Zwischenzeitlich wurde er erneut auf die Philippinen versetzt. Zwischen 1910 und 1913 leitete er in Front Royal in Virginia eine Militärabteilung der Kavallerie, die mit der Kontrolle der Pferdezucht für die Armee beauftragt war. Nach zwischenzeitlich anderen Verwendungen wurde er an die mexikanische Grenze versetzt, wo es damals zu Spannungen mit diesem Nachbarstaat kam. Während der Mexikanischen Expedition war Conrad Berater der dort eingesetzten Einheiten der Army National Guard.
Nach dem Eintritt der Vereinigten Staaten in den Ersten Weltkrieg erhielt Conrad das Kommando über das 360. Infanterieregiment, das der 90. Infanteriedivision unterstand. Dieses Kommando hatte er zwischen August 1917 und Juni 1918 inne. Dabei wurde er noch vor der Verlegung der Einheit auf den europäischen Kriegsschauplatz zum Generalstab in Washington, D.C. versetzt, wo er zwischen Juni 1918 und Februar 1919 verblieb. Danach wurde er für kurze Zeit nach Europa versetzt, wo er mit logistischen Aufgaben vor allem in Bezug auf die Rückführung amerikanischer Soldaten in die USA betraut wurde. Für seine damalige Tätigkeit wurde er mit der Army Distinguished Service Medal ausgezeichnet. Im Juli 1919 kehrte er in die Vereinigten Staaten zurück.
Anfang der 1920er Jahre studierte Conrad zunächst am Command and General Staff College und dann am Army War College. Außerdem studierte er an der University of Illinois in Urbana-Champaign. Zwischen Juli und November 1923 gehörte er zum Stab des Generalinspekteurs des Heeres. Danach war er in den Jahren 1924 bis 1926 Truppeninspekteur der auf den Philippinen eingesetzten Armee-Einheiten. Nach seiner Rückkehr gehörte er bis 1928 wieder dem Stab des Generalinspekteurs der Armee an.
Im Oktober 1928 erfolgte seine Beförderung zum Brigadegeneral. Damit begann auch seine Zeit als Kommandeur größerer militärischer Verbände. Zwischen Januar 1929 und August 1930 kommandierte er in Fort Sheridan in Illinois die 12. Infanteriebrigade. Es folgte eine weitere Versetzung auf die Philippinen, wo er bis Juni 1931 die im Fort William McKinley (heute Fort Bonifacio) stationierte 23. Infanteriebrigade befehligte. Danach übernahm er den Oberbefehl über weitere Truppen auf den Philippinen. Allerdings war er nicht, wie in einigen Quellen angegeben, Kommandeur der gesamten dort stationierten amerikanischen Soldaten. Dieses Amt hatte zu jener Zeit Ewing E. Booth inne.
Nach seiner Heimkehr erhielt Conrad in Fort Warren in Wyoming das Kommando über die 4. Infanteriebrigade und den Bezirk für Wyoming des Civilian Conservation Corps. Diese Aufgabe erfüllte er zwischen August 1933 und Juni 1935. Es folgte eine Versetzung zum Fort Lewis im Bundesstaat Washington, wo er zwischen August 1935 und August 1936 als Nachfolger von Otho B. Rosenbaum die 3. Infanteriedivision und den Militärstützpunkt Fort Lewis kommandierte. Damit leitete er auch den für den Bundesstaat Washington zuständigen Teil des Civilian Conservation Corps.
Im Jahr 1936 ging Caspar Conrad altersbedingt in den Ruhestand, den er in San Antonio verbrachte. Dort verstarb er am 12. August 1954 und fand seine letzte Ruhestätte auf dem Nationalfriedhof Arlington.